# Christian Dilmi
Christian Dilmi est un athlète français, né à Saint-Maixent-l'École le 15 juin 1966, adepte de la course d'ultrafond et deux fois champion de France des 24 heures en 2012 et 2014. Il est également deux fois champion de France des 100 km dans sa catégorie d'âge en 2016 et 2017.

## Biographie
Christian Dilmi devient champion de France des 24 heures de Vierzon en 2012 et de Portet-sur-Garonne en 2014,. En 2015, avec l'équipe de France, il rapporte une médaille de bronze des championnats d'Europe des 24 heures de Turin. En 2016 et 2017, il devient champion de France des 100 km respectivement d'Amiens puis de Cléder, et en 2018, vice-champion des 100 km de Belvès, à chaque fois dans sa catégorie d'âge. Il remporte trois fois consécutivement l'Ultra Marin Raid Golfe du Morbihan, de 2011 à 2013.

## Records personnels
Statistiques de Christian Dilmi d'après la Fédération française d'athlétisme (FFA) et la Deutsche Ultramarathon-Vereinigung (DUV) :
- 5 000 m : 17 min 50 s 33 en 2012
- 10 km route : 35 min 25 s en 2013
- Semi-marathon : 1 h 16 min 49 s en 2009
- Marathon : 2 h 39 min 38 s au marathon de Nantes en 2013[8]
- 50 km route : 3 h 44 min 54 s aux 100 km Entre Terre et Mer à Cléder en 2013 (50 km split)[9],[10]
- 100 km route : 7 h 29 min 48 s aux championnats de France des 100 km des étangs de Sologne en 2014
- 6 heures route : 70,000 km aux championnats de France des 24 h de Séné en 2011 (6 h split)
- 12 heures route : 133,000 km aux championnats de France des 24 h de Séné en 2011 (12 h split)
- 24 heures route : 254,553 km aux championnats de France des 24 h de Grenoble en 2013